# خريطة تزيح

خريطة تزيح (بالإنجليزية: Parallax mapping)‏ هي تقنية لتحسين خريطة النواظم وخريطة النتوءات المطبقة على الإكساء في تطبيقات التصيير الثلاثي الأبعاد مثل ألعاب الفيديو. بالنسبة للمستخدم النهائي هذا يعني أن الإكساء على سبيل المثال للجدران الحجرية سيكون لها عمق أكثر وضوحا، وبالتالي مزيداً من الواقعية.